# Uzinele Mecanice Timișoara
Uzinele Mecanice Timișoara (UMT) este o companie specializată în proiectarea, producția și vânzarea de utilaj minier, metalurgic, de construcții, precum și în producția și montarea confecțiilor metalice.
A fost fondată în 1960 prin fuzionarea între două fabrici mari din Timișoara.
Compania a fost privatizată în anul 1996.
Acționarul majoritar al UMT este firma Prompt SA, cu 54,47% din acțiuni, iar SIF Banat-Crișana și SIF Oltenia dețin 6,97%, respectiv 15,52% din titluri.
Prompt SA este controlată de Mihai Olariu, cu un pachet de 52,08% din capital.
În anul 2004, UMT avea o cifră de afaceri de peste 10 milioane de euro.
Număr de angajați:
- 2004: 1.000[4]
- 1989: 8.100[2]